# کلارکسویل (کالیفرنیا)
کلارکسویل (به انگلیسی: Clarksville) یک منطقهٔ مسکونی در ایالات متحده آمریکا است که در شهرستان ال دورادو، کالیفرنیا واقع شده‌است. کلارکسویل ۹ نفر جمعیت دارد و ۲۰۶ متر بالاتر از سطح دریا واقع شده‌است.